# Trasmettitore di Portofino
Il trasmettitore di Portofino (anche noto come Genova-Portofino o Portofino Vetta) è un centro di trasmissione di segnali radiotelevisivi; a dispetto del nome, esso non ricade nel territorio del comune di Portofino, ma si trova poco lontano, sul confine tra Santa Margherita Ligure e Camogli. 

## Storia
Dando seguito a un progetto del 1950, il 18 marzo 1951 le amministrazioni comunali di Camogli e Santa Margherita Ligure vendettero alla Rai i terreni necessari alla costruzione dell'antenna e di tre edifici di servizio, uno dei quali adibito a presidio dei Carabinieri. L'inaugurazione si celebrò il 20 settembre 1953.
Nel 1962 fu aggiunta una seconda antenna a traliccio, alta 93 metri, a sezione triangolare, poi smontata nel 2013; nel 1998 l'antenna maggiore fu ulteriormente innalzata.
Dal 1999 l'impianto è gestito da Rai Way, controllata della Rai.
Per la particolare posizione dell'antenna, che svetta sul promontorio di Portofino, nel cuore dell'omonimo parco naturale, a poca distanza dal dismesso grande albergo Kulm in stile liberty, essa è considerata da varie associazioni ambientaliste e per la tutela del paesaggio un ecomostro, di cui viene chiesta la demolizione. Nell'ottobre 2023 il Comune di Portofino e il CDA Rai hanno infine raggiunto un accordo per la dismissione del sito.

## Descrizione
Le antenne principali sono installate su una torre a traliccio alta 123 metri e irradiano segnali radiotelevisivi in tecnica digitale terrestre e in modulazione di frequenza. 
A Portofino ha inoltre operato, fino all'11 settembre 2022, uno degli ultimi impianti Rai per la radiodiffusione in onde medie: all'atto dello spegnimento, esso trasmetteva Rai Radio 1 sulla frequenza di 1575 kHz con 3 kW di potenza (contro i 50 originari). L'emissione in AM avveniva mediante un'antenna filare lunga 590 metri, che partiva da un edificio di servizio al suolo e saliva fino al pilone maggiore.

## Trasmissioni televisive

### Multiplex digitale terrestre
| Canale | Nome         | Polarizzazione |
| ------ | ------------ | -------------- |
| 26     | RAI Mux A    | Orizzontale    |
| 40     | RAI Mux B    | Orizzontale    |
| 43     | RAI Mux MR 8 | Orizzontale    |

## Trasmissioni radiofoniche

### Radio FM
Le frequenze sono espresse in MHz
- 89,50 - Rai Radio 1 Liguria
- 91,90	- Rai Radio 2
- 95,10	- Rai Radio 3

### DAB
| Canale | Nome     |
| ------ | -------- |
| 10C    | DAB+ RAI |